# كيت وينكلر
كيت وينكلر (بالألمانية: Kati Winkler)‏ (و. 1974  م) هي راقصة على الجليد من ألمانيا، وألمانيا الشرقية، ولدت في كيمنتس، شاركت في التزلج الفني في الألعاب الأولمبية الشتوية 2002 - الرقص على الجليد ‏، والتزلج الفني في الألعاب الأولمبية الشتوية 1998 - الرقص على الجليد ‏.

## روابط خارجية
- كيت وينكلر على موقع الاتحاد الدولي للتزلج (الإنجليزية)
- كيت وينكلر على موقع أوليمبيديا (الإنجليزية)